# Saint-Vincent-du-Boulay

Saint-Vincent-du-Boulay este o comună în departamentul Eure, Franța. În 1 ianuarie 2022 avea o populație de 370 de locuitori.